# Jelaň (přítok Savaly)
Jelaň (rusky Елань) na horním toku Velká Jelaň (rusky Большая Елань) je řeka ve Voroněžské oblasti v Rusku. Je 165 km dlouhá. Povodí má rozlohu 3630 km².

## Průběh toku
Pramení na jižním okraji Ocko-donské roviny a protéká podél něj. Ústí zprava do Savaly (povodí Donu).

## Vodní stav
Zdrojem vody jsou převážně sněhové srážky. Průměrný průtok vody ve vzdálenosti 26 km od ústí činí 6,8 m³/s.